# 프라티하라 왕조
프라티하라 왕조는 8세기 중반부터 11세기까지 인도 북부 대부분을 지배했던 고전후 시대 인도 아대륙의 왕조이다. 초기에는 우자인을 수도로 삼다가 나중에 카나우지로 천도하였다.
프라티하라 왕조는 인더스 강 동쪽으로 이동하는 아랍 군대를 저지하는데 중요한 역할을 하였다. 나가바타 1세는 주나이드와 타민의 아랍 침공군을 격파하였으며, 나가바타 2세의 치하에서 프라티하라는 북인도에서 가장 강력한 왕조로 거듭났다. 그의 아들인 미히라 보자에게 왕위가 계승되기 전에 라마바드라가 왕위를 잠시 계승하여 통치하였다. 보자와 그의 후계자 마헨드라팔라 1세 치하에서 프라티하라 제국은 번영과 권력의 절정에 이르렀다. 마헨드라팔라 시대에는 서쪽으로 신드 국경에서 동쪽으로 벵골까지, 북쪽으로 히말라야산맥에서 남쪽으로 나르마다강까지 뻗어 있는 이 영토는 굽타 제국과 맞먹는 영토였다. 확장은 인도 아대륙의 통제를 위해 라슈트라쿠타 및 팔라 제국과의 삼자 투쟁을 촉발하였다. 이 기간 동안 프라티하라 제국은 아리아바르타의 마하라자디라자(인도의 왕중왕)이라는 칭호를 받았다.
프라티하라 왕조는 조각품, 조각된 패널 및 개방형 파빌리온 양식의 사원으로 유명하다. 그들의 사원 건축 양식의 가장 큰 발전형인 카주라호는 오늘날 유네스코 세계문화유산으로 지정되었다.
프라티하라의 힘은 왕조의 분쟁으로 약화되었으며, 916년경에 라슈트라쿠타의 통치자 인드라 3세가 이끄는 대규모 습격의 결과로 카나우지를 약탈당한 이후로 프라티하라의 힘은 더욱 줄어들었다. 다소 불분명한 통치자들의 계승 아래, 프라티하라는 이전의 영향력을 결코 회복하지 못했다. 그들의 봉신국들은 점점 더 강력해졌으며, 프라티하라의 마지막 중요한 왕인 라자팔라는 1018년 가즈니의 마흐무드에 의해 카나우지에서 쫓겨났다.

## 어원과 기원

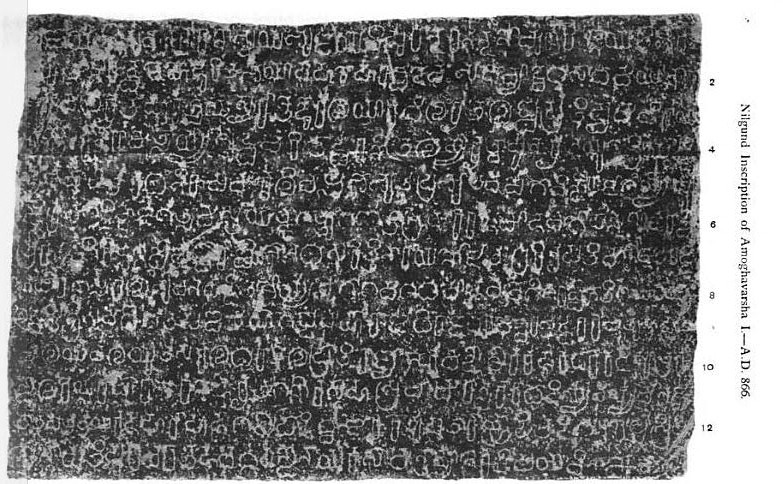
아모가바르샤의 닐군드 비문(866)은 그의 아버지 고빈다 3세가 치트라쿠타의 구르자라를 정복했다고 언급한다.

왕조의 기원과 이름에서 "구르자라"라는 용어의 의미는 역사가들 사이에서 논쟁의 주제이다. 이 왕조의 통치자들은 자신들의 씨족에 대해 "프라티하라"라는 명칭을 사용했으며, 스스로를 구르자라라고 부르지 않았다. 그들은 자신들이 전설적인 영웅 락슈마나의 후손이라고 주장했는데, 락슈마나는 그의 형제 라마찬드라의 프라티하라(문지기) 역할을 했다고 한다. 일부 현대 학자들은 프라티하라의 조상이 라슈트라쿠타 궁정에서 "방위 장관"(또는 프라티하라)을 지냈으며, 이것이 왕조가 프라티하라로 알려지게 된 방법이라고 이론화한다.
이웃 왕조의 여러 비문에는 프라티하라가 "구르자라"로 묘사되어 있다. "구르자라-프라티하라"라는 용어는 자신을 "구르자라-프라티하라"라고 설명하는 마타나데바라는 봉건 통치자의 라조르 비문에서만 나타난다. 한 학파에 따르면 구르자라는 원래 프라티하라가 통치한 영토(구르자라데사 참조)의 이름이었다. 점차 이 용어는 이 영토의 사람들을 나타내게 되었다. 반대로 구르자라는 왕조가 속한 부족의 이름이고 프라티하라는 이 부족의 씨족이라는 이론도 존재한다.
구르자라라는 용어가 원래 부족의 명칭이었다고 믿는 사람들 중에는 그들이 원주민인지 외국인인지에 대한 이견이 존재한다. 외국 기원론의 지지자들은 구르자라-프라티하라가 후나족의 북인도 침공 직후인 서기 6세기경에 갑자기 정치 세력으로 부상했다고 지적하고 있다. 그들에 따르면, 구르자라-프라티하라는 알촌 훈족("백훈족")과 토착 인도인들이 융합되어 형성되었을 가능성이 높으며, 그 정확한 기원은 아직 불분명하지만, 아마도 훈족 국가로 간주될 수 있다. 외국 기원론의 비평가들은 그들의 외국 기원에 대한 결정적인 증거가 없다고 주장한다. 그들은 인도 문화에 잘 동화되어 있었다. 더욱이 그들이 북서쪽을 통해 인도인을 침략했다면 왜 비옥한 인도 갠지스 평야가 아닌 오늘날 라자스탄의 반건조 지역에 정착하기로 선택하였는지 설명할 수 없다.
프리티비라즈 라오의 후기 필사본에서 제공된 아그니밤사 전설에 따르면 프라티하라와 다른 3개의 라지푸트 왕조는 아부산의 희생적인 화덕(agnikunda)에서 유래했으며, 일부 식민지 시대의 역사가들은 이 신화를 이 왕조의 외국 기원을 암시하는 것으로 해석하였다. 이 이론에 따르면 외국인들은 불 의례를 행한 후 힌두교 카스트 제도에 편입되었다. 그러나 이 전설은 프리티비라즈 라오의 가장 초기 사본에서 찾을 수 없으며, 파라마라 전설을 기반으로 하고 있다. 16세기의 라지푸트 음유시인들은 무굴에 대항하는 라지푸트 단결을 강화하기 위해 영웅적인 씨족의 후손이라고 주장하였다.

## 역사
프라티하라의 원래 중심지가 무엇인지는 논쟁의 대상이다. R. C. 마줌다르는 783년에 하리밤샤-푸라나의 한 구절을 근거로, 그 해석에 어려움이 없다고 인정했는데, 그 해석은 밧사라자가 우자인에서 통치했다고 보았다. 다사라타 샤르마는 빈말라 잘로르 지역의 원래 수도를 다르게 해석하였다. MW 메이스터와 션타 라니 샤르마는 자이나교 서사시 쿠발라야말라의 작가가 하리밤사-푸라나를 집대성하기 5년 전인 서기 778년 바스타라자 시대 잘로르에서 작성되었다고 진술한 사실을 고려해 그의 결론에 동의하고 있다.

### 초기 통치자
아마도 나가바타 1세(739-760)는 원래 차브다 왕국의 봉신이었을 것이다. 그는 신드를 지배하는 아랍인들이 이끄는 침략군에 저항하는 과정에서 차브다 왕국이 몰락한 후 두각을 나타내게 되었다. 나가바타 프라티하라 1세(730-756)는 나중에 만도르에서 동쪽과 남쪽으로 그의 통제를 확장하여 괄리오르와 구자라트의 바루치 항구까지의 말와 지역을 정복하였다. 그는 말와의 아반티에 도읍을 정하고 신드에 정착한 아랍인들의 확장을 저지하였다. 서기 738년에 일어난 전투에서 나가바타는 프라티하라 연합을 이끌고 그때까지 서아시아와 이란을 거쳐 승승장구하던 이슬람 아랍인들을 물리쳤다. 미히라 보자의 비문은 나가바타가 "강력한 믈레차 통치자, 덕을 파괴하는 큰 군대를 분쇄하기 위한 억압받는 사람들의 기도에 대한 응답으로 비슈누처럼 나타났다"고 설명한다. 나가바타 1세의 뒤를 이어 두 명의 약한 후계자로 그의 조카 데바라자와 카쿠카가 뒤따랐고, 그 후 밧사라자(775-805)가 뒤를 이었다.

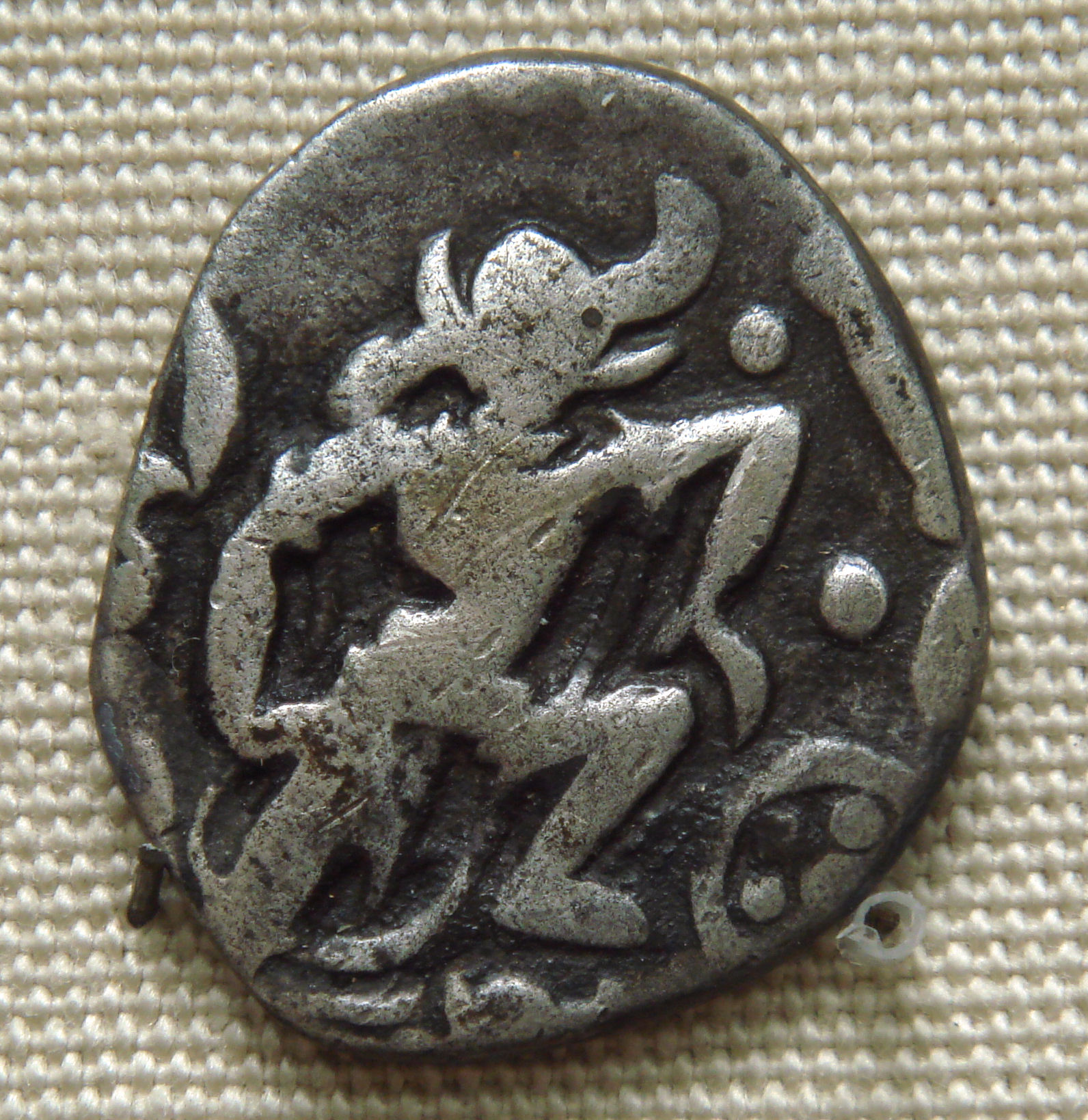
프라티하라 동전에 묘사된 바라하 (멧돼지 머리를 한 비슈누의 아바타라). 서기 850~900년. 대영 박물관.

### 칼리파국에 대한 저항
괄리오르 비문에는 프라티하라 황제 나가바타가 "강력한 믈레차 왕의 큰 군대를 분쇄"했다고 기록되어 있다. 이 대규모 군대는 기병, 보병, 공성 포병, 그리고 아마도 낙타 부대로 구성되어 있었다. 타민은 새로운 총독이 되었기 때문에 다마스쿠스에서 온 시리아 기병대, 현지 아랍 파견병, 신드의 개종한 힌두교도, 튀르크족과 같은 외국 용병을 거느리고 있었다. 침략군은 기병 10-15,000명, 보병 5000명, 낙타 2000명 정도를 보유하고 있었을 것이다.
아랍 연대기 작가 술라이만(Sulaiman)은 서기 851년경 프라티하라의 군대를 묘사하고 있다. "그는 아랍인들에게 비우호적이지만 여전히 아랍의 왕이 가장 위대한 통치자임을 인정하였다. 인도의 군주들 중에서 그보다 더 큰 이슬람교의 적은 없다. 그는 재물을 얻었고 그의 낙타와 말도 많다."

### 카나우지의 정복 및 추가 확장

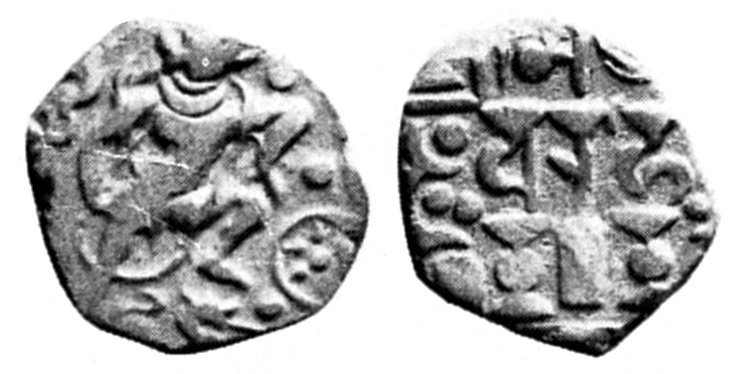
미히라 보자 시기 프라티하라의 주화

라자스탄의 대부분을 그의 통제하에 둔 밧사라자는 "두 바다 사이에 있는 모든 땅의 주인"이 되기 위한 작업을 착수하였다. 현대 지나세나의 하리밤사 푸라나에서는 그를 "서부 분기의 주인"으로 묘사하였다.
라단푸르 플라테와 프리티비라즈 비자야에 따르면 밧사라자는 벵골의 다르마팔라 휘하의 팔라에 대한 원정을 이끌었고, 팔라는 때때로 프라티하라 제국과 충돌하였다. 위의 비문에 따르면 샤캄바리의 둘라바라지 1세 차우한 장군 휘하의 프라티하라 군대가 두 개의 흰색 왕실 우산을 빼앗긴 다르마팔라를 추격하였다. 프리티비라즈 비자야는 두르랄브라지 1세가 바도다라 비문 (AD 812)에서 "강 강가와 바다의 합류에 칼을 세척하고, 가우다의 땅을 음미"라고 언급한 내용이 나가바타가 다르마팔라를 격파한 것을 가리킨다고 보고 있다. 밧사라자는 활발한 원정을 통해 서쪽의 타르 사막에서 동쪽의 벵골 국경까지 영토를 확장하며 북인도의 대부분 지역을 차지하게 되었다.
카나우지의 대도시는 하르샤가 후계자 없이 사망한 후 권력 공백을 겪었고, 이로 인해 하르샤 제국이 붕괴되었다. 이 공백은 결국 약 한 세기 후에 야소바르만에 의해 채워졌지만 그의 위치는 랄리타디티야 묵타피다와의 동맹에 달려 있었다. 묵타피다가 야소바르만을 무너뜨렸을 때, 그 당시 서쪽과 북쪽에 영토가 있었던 프라티하라, 동쪽 벵골의 팔라 및 남쪽의 데칸에 기반을 둔 라슈트라쿠타가 참여하여 도시의 통제를 위한 삼자 투쟁이 전개되었다. 밧사라자는 카나우지의 통제를 위해 팔라의 다르마팔라와 라슈트라쿠타의 단티두르가에게 성공적으로 도전하고 패배시켰다.
786년경 라슈트라쿠타의 통치자 드루바(c. 780–793)는 나르마다강을 건너 말와로 들어가 그곳에서 카나우지를 점령하려고 하였으며, 밧사라자는 800년경 라슈트라쿠타 왕조의 드루바 다라바르샤에게 패배하였다. 그 후 나가바타 2세(805-833)가 밧사라자를 계승하였지만, 이때 처음으로 라슈트라쿠타 통치자 고빈다 3세(793-814)에게 패배하였다. 그러나 나중에 라슈트라쿠타로부터 말와를 탈환한 다음 카나우지를 정복하고 비하르에서 인도-갠지스 평원에 걸쳐 있던 팔라, 그리고 다시 서쪽의 무슬림들을 주시하였다. 그는 아랍의 습격으로 파괴된 신드의 거대한 시바 사원을 구자라트의 솜나트에 재건하였다. 카나우지는 836년부터 910년까지 프라티하라의 중심지가 되었다.

### 미히라 보자
미히라 보자는 먼저 라자스탄의 반역적인 봉건 세력을 진압하여 영토를 공고히 한 다음, 오랜 적수인 팔라와 라슈트라쿠타에 주의를 돌렸다. 벵골의 팔라는 데바팔라 (c. 810-850)에게 통치받고 있었다.
웃칼라 인종을 근절시키고, 후나족의 자존심을 겸손하게 하며 드라비다와 프라티하라의 자만심을 산산조각내었다."— 바달 비문.

미히라 보자가 치세를 시작했을 때 그의 아버지 라마바드라가 겪은 역전과 패배는 프라티하라 왕가의 명성을 상당히 떨어뜨렸다. 그는 벵골의 팔라 제국을 침공하였으나 데바팔라에게 패배하였다.
그런 다음 그는 제국 남쪽의 영토를 정복하기 위한 원정을 시작하였으며, 그 결과 말와, 데칸, 구자라트를 정복하면서 원정은 성공하였다. 그는 구자라트에서 구자라트 라슈트라쿠타 왕조와 드루바 2세와 그의 동생 보자 사이에 발생한 구자라트의 왕위 계승 분쟁에 개입하였으며, 비록 드루바 2세에 의해 격퇴되었지만 보자는 구자라트와 말와 일부에 대한 지배권을 유지할 수 있었다.
프라티하라는 우자인의 대전투에서 구자라트의 라슈트라쿠타에 의해 패배했지만 프라티하라 측의 보복이 뒤따랐다. 그의 통치가 끝날 때까지 보자는 구자라트 라슈트라쿠타 왕조를 성공적으로 파괴하였다. :20–21
보자의 봉신인 구힐라 족장인 차추의 하르샤는 다음과 같이 묘사된다. :
"강력한 코끼리 군대의 도움으로 북부 통치자들을 무찌르고" 그리고 "충성의 증표로 보자에게 모래 바다를 쉽게 건널 수 있는 특별한 '슈리밤사' 품종의 말을 바칩니다."

그는 라지푸타나, 구자라트 및 마디아프라데시의 영토를 정복하여 점차 제국을 재건하였다. 보자는 정복자였을 뿐만 아니라 훌륭한 외교관이었다. 그에게 정복되고 종주권을 인정한 왕국에는 트라바니, 발라, 마다, 아리아, 구자라트라, 랄타 파르바르타 및 분델레칸드의 찬델라가 포함된다. 보자의 다울라푸라 - 다우사 비문(서기 843년)은 그가 다우사 지역을 통치했다는 것을 증명하였다. 또 다른 비문에서는 "보자의 영토는 수틀레지 강의 동쪽으로 확장되었다."라고 나와 있다.
칼라나의 라자타랑기니는 보자의 영토가 북쪽의 카슈미르까지 확장되었고 보자는 타키야카 왕조를 물리쳐 펀자브를 정복하였다고 말한다.
보자는 데바팔라가 죽은 후 팔라 황제로 즉위한 나라야나팔라를 물리치고 동쪽으로 고라크푸르 근처까지 정복하며 영토를 확장하였다.
10세기 페르시아의 지리학 문서인 후두드-울-알람에서는 대부분의 인도 왕들이 강력한 '킨나우지의 라이'(킨나우지는 프라티하라의 수도이다)의 패권을 인정했으며, 그의 강력한 군대는 150,000명의 강력한 기병과 800명의 전쟁 코끼리를 가지고 있었다"고 명시하였다.
그의 아들 마헨드레팔 1세(890-910)는 동쪽으로 마가다, 벵골 및 아삼까지 더욱 확장하였다.

### 쇠퇴
보자 2세(910~912)는 마히팔라 1세(912~944)에 의해 무너졌다. 말와의 파라마라, 분델레칸드의 찬델라, 마하코샬의 칼라추리, 하리아나의 토마라와 같은 제국의 여러 봉신들은 구르자라-프라티하라의 임시 약화를 이용해 독립하였다. 라슈트라쿠타 왕조의 남인도 황제 인드라 3세 (c. 914-928)는 916년에 카나우지를 잠시 점령하였으며, 프라티하라는 이를 다시 수복하였지만 10세기에 그들의 위치는 부분적으로 동시에 약화되었으며, 서쪽에서는 투르크족, 남쪽에서 라슈트라쿠타, 동쪽에서는 팔라가 공격해 왔다. 프라티하라는 봉신들에게 라자스탄의 통제권을 빼앗겼으며, 찬델라는 950년경 인도 중부의 전략적 요새인 괄리오르를 점령하였다. 10세기 말까지 프라티하라 영역은 카나우지를 중심으로 한 소국 정도의 영역으로 감소하였다.
1018년 가즈니의 마흐무드는 카나우지를 함락시켰고, 프라티하라의 통치자 라자팔라는 달아났다. 그는 이후 찬델라 통치자 비디야다라에게 붙잡히며 사망하였다. 찬델라 통치자는 라자팔라의 아들 트릴로찬팔라를 대리인으로 왕위에 앉혔다. 카나우지의 마지막 프라티하라 통치자인 자사팔라는 1036년에 사망하였다.

## 프라티하라 미술

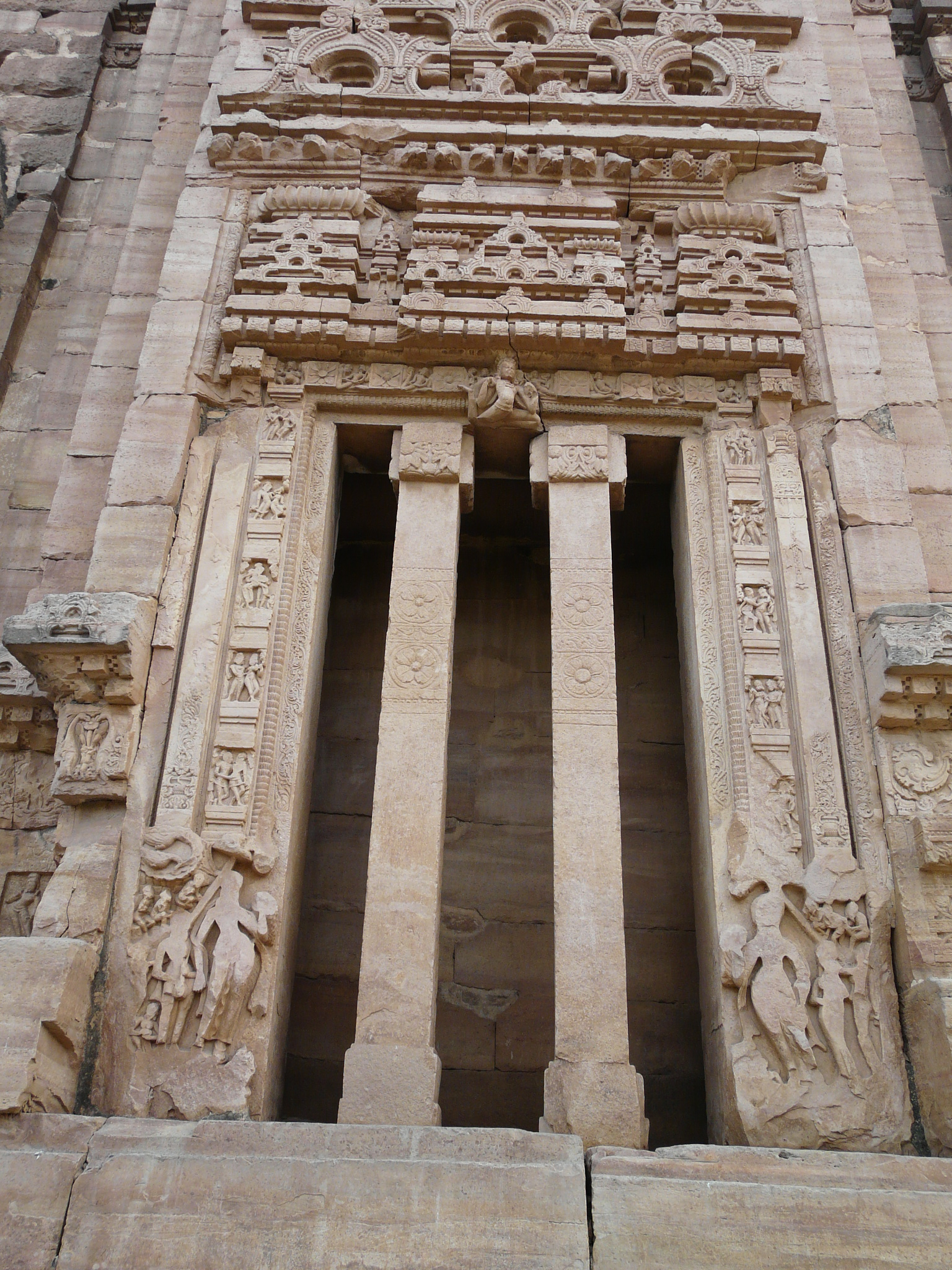
텔리 카 만디르의 4개 입구 중 하나이다. 이 힌두교 사원은 프라티하라 황제 미히라 보자에 의해 지어졌다.
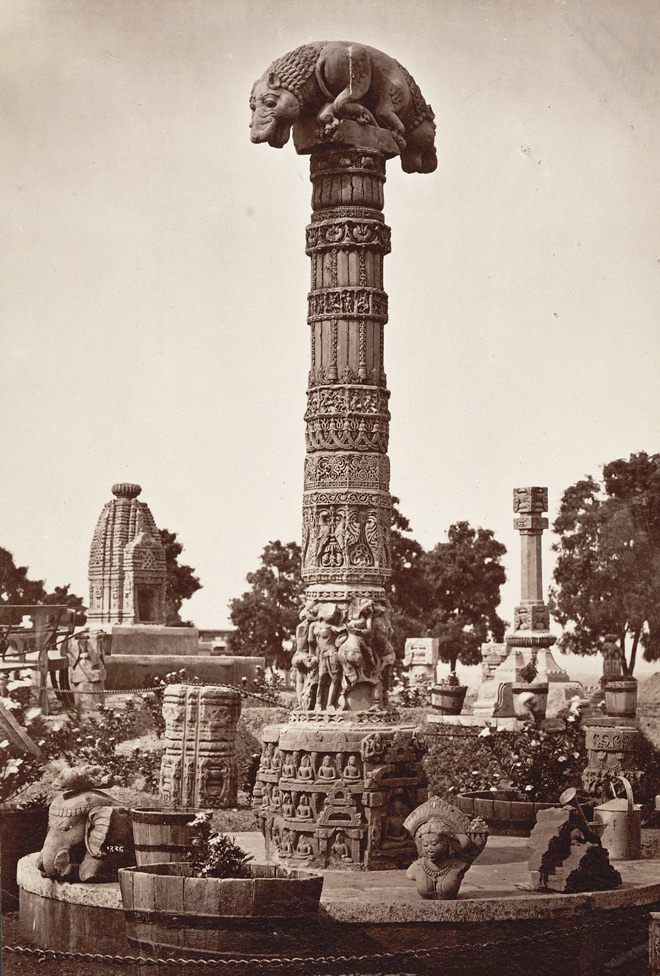
괄리오르 요새 근처에 있는 텔리 카 만디르의 조각품.
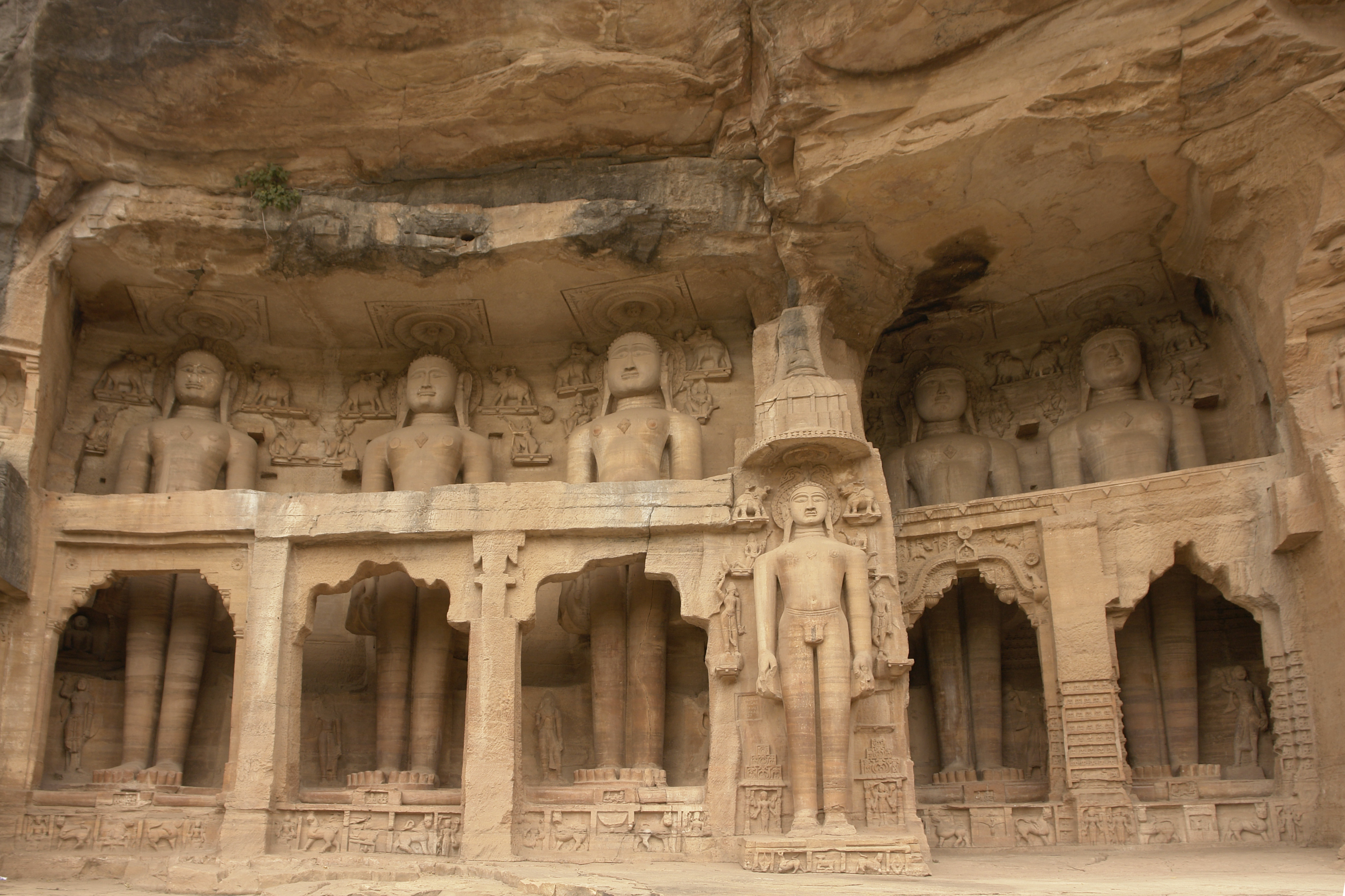
괄리오르 요새의 싯다찰 동굴 내부의 암벽면에 새겨진 자이나교 관련 동굴 기념물 및 동상.
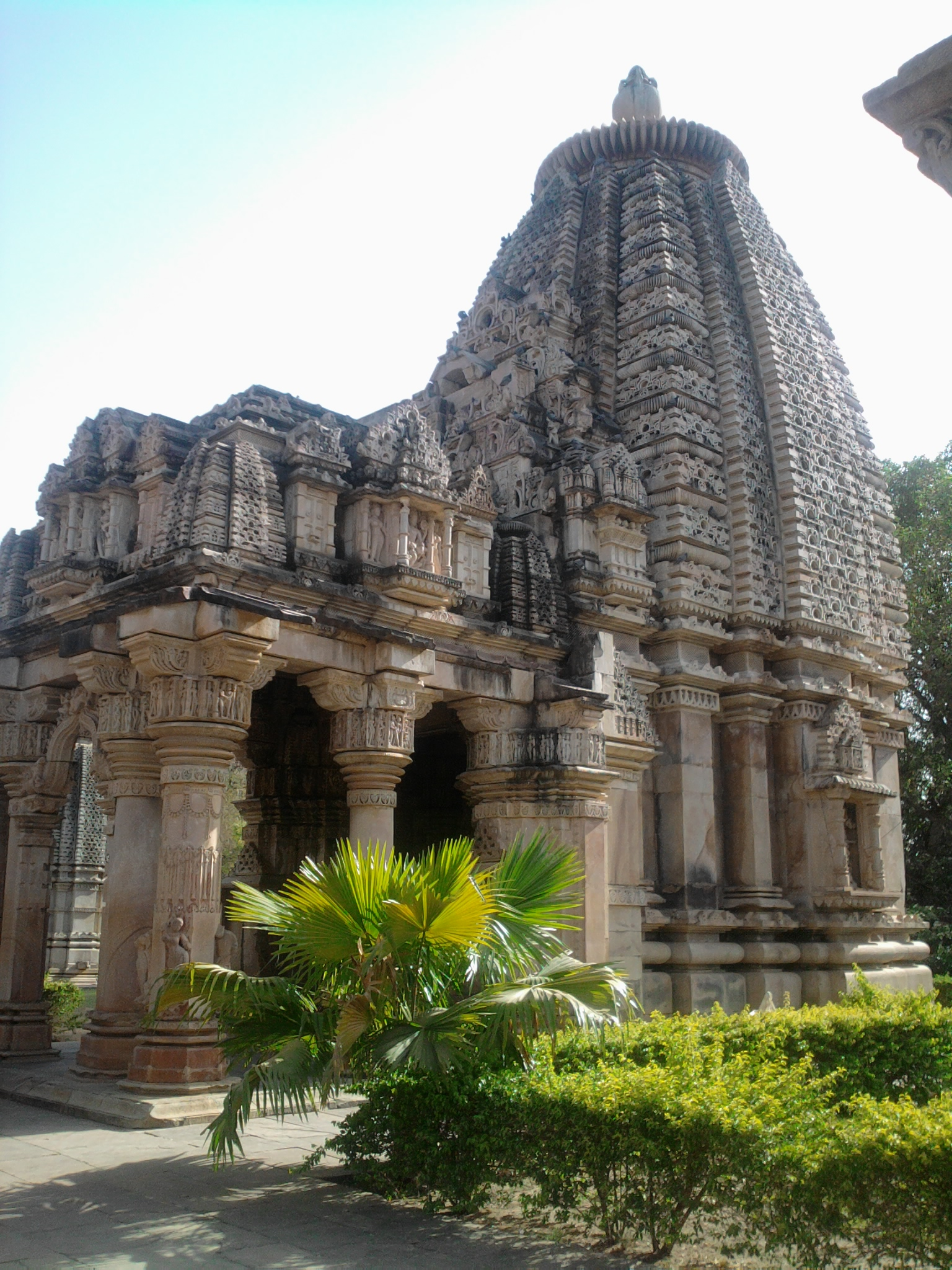
바롤리 사원 단지에 있는 자테슈와라 마하데바 사원. 프라티하라가 지은 8개 사원의 복합 단지는 벽으로 둘러싸인 울타리 안에 있다.

조각품과 조각 패널을 포함하여 프라티하라 시대의 주목할만한 건축물들의 사례가 있다. 사원들은 개방형 파빌리온 양식으로 지어졌으며, 가장 주목할만한 프라티하라 양식의 건축물 중 하나는 분델레칸드의 찬델라 가신이 지은 카주라호가 있다.

### 마루-구르자라 건축
마루-구르자라 건축은 프라티하라 시기에 개발되었다.

#### 오시안의 마하비라 자이나교 사원,
오시안의 마하비라 자이나교 사원은 서기 783년에 건설되었으며, 서인도에서 가장 오래 살아남은 자이나교 사원이다.

#### 바테슈와르 힌두교 사원 단지
마디아프라데시에 있는 바테슈와르 힌두교 사원 단지는 8세기에서 11세기 사이의 프라티하라 시대에 건설되었다.

#### 바롤리 사원 단지
바롤리 사원 단지는 프라티하라가 지은 8개의 사원으로 벽으로 둘러싸인 울타리 안에 있다.

## 유산
엘핀스톤 시대부터 인도의 역사학자들은 세계의 다른 지역에서의 이슬람 침략자들의 빠른 진보에 비해 인도에서 이슬람 침략자들의 느린 진보에 대해 궁금해했다. 아랍인들은 아마도 칼리파와는 독립적으로 작은 침략만 주둔했을 것이다. 이 독특한 현상을 설명하기 위해 종종 의심스러운 타당성의 주장들이 제기되어 왔다. 현재 거의 300년 동안 그들의 첫 번째 정복이었던 신드의 경계 너머로 무슬림들의 진보를 효과적으로 막았던 것은 프라티하라 군대의 힘이었다고 믿어진다. 이후의 사건들에 비추어 이것은 "인도 역사에 대한 프라티하라 군대의 주요한 공헌"으로 여겨질 수 있다.

## 역대 황제
- 나가바타 1세 (730–760)
- 카쿠슈타 및 데바라자 (760-780)
- 바차라자 (780–800)
- 나가바타 2세 (800-833)
- 라마바드라 (833–836)
- 미히라 보자 또는 보자 1세 (836–885)
- 마헨드라팔라 1세 (885–910)
- 보자 2세 (910–913)
- 마히팔라 1세 (913–944)
- 마헨드라팔라 2세 (944–948)
- 데바팔라(948–954)
- 비나야카팔라(954–955)
- 마히팔라 2세 (955–956)
- 비자야팔라 2세 (956–960)
- 라자팔라(960–1018)
- 트릴로차나팔라 (1018–1027)
- 야사팔라 (1024–1036)

## 같이 보기
- 삼자 투쟁

## 참고 문헌
- Avari, Burjor (2007). 《India: The Ancient Past. A History of the Indian-Subcontinent from 7000 BC to AD 1200》. New York: Routledge. ISBN 978-0-203-08850-0.
- Sircar, Dineschandra (1971). 《Studies in the Geography of Ancient and Medieval India》 (영어). Motilal Banarsidass. ISBN 9788120806900.
- Ganguly, D. C. (1935),  Narendra Nath Law, 편집., “Origin of the Pratihara Dynasty”, 《The Indian Historical Quarterly》 (Caxton) XI: 167–168
- Majumdar, R. C. (1981), 〈The Gurjara-Pratiharas〉,   R. S. Sharma and K. K. Dasgupta, 《A Comprehensive history of India: A.D. 985-1206》, 3 (Part 1), Indian History Congress / People's Publishing House, ISBN 978-81-7007-121-1
- Majumdar, R.C. (1955). The Age of Imperial Kanauj (First ed.). Bombay: Bharatiya Vidya Bhavan.
- Mishra, V. B. (1954), “Who were the Gurjara-Pratīhāras?”, 《Annals of the Bhandarkar Oriental Research Institute》 35 (¼): 42–53, JSTOR 41784918
- Meister, M.W (1991). Encyclopaedia of Indian Temple Architecture, Vol. 2, pt.2, North India: Period of Early Maturity, c. AD 700-900 (first ed.). Delhi: American Institute of Indian Studies. p. 153. ISBN 0195629213
- Puri, Baij Nath (1957), 《The history of the Gurjara-Pratihāras》, Munshiram Manoharlal
  - Puri, Baij Nath (1986) [first published 1957], 《The History of the Gurjara-Pratiharas》, Delhi: Munshiram Manoharlal
- Sharma, Dasharatha (1966). Rajasthan through the Ages. Bikaner: Rajasthan State Archives
- Sharma, Sanjay (2006), “Negotiating Identity and Status Legitimation and Patronage under the Gurjara-Pratīhāras of Kanauj”, 《Studies in History》 22 (22): 181–220, doi:10.1177/025764300602200202, S2CID 144128358
- Sharma, Shanta Rani (2012), “Exploding the Myth of the Gūjara Identity of the Imperial Pratihāras”, 《Indian Historical Review》 39 (1): 1–10, doi:10.1177/0376983612449525, S2CID 145175448
- Singh, R. B. (1964), 《History of the Chāhamānas》, N. Kishore
- Sharma, Shanta Rani (2017). Origin and Rise of the Imperial Pratihāras of Rajasthan: Transitions, Trajectories and Historical Change (First ed.). Jaipur: University of Rajasthan. p. 77-78. ISBN 978-93-85593-18-5.
- Tripathi, Rama Shankar (1959). 《History of Kanauj: To the Moslem Conquest》. Motilal Banarsidass. ISBN 978-81-208-0478-4.
- Yadava, Ganga Prasad (1982), 《Dhanapāla and His Times: A Socio-cultural Study Based Upon His Works》, Concept
- Kalia, Asha (1982), 《Art of Osian Temples: Socio-economic and Religious Life in India, 8th-12th Centuries A.D.》, Abhinav Publications, ISBN 9780391025585
- Cort, John E. (1998), 《Open Boundaries: Jain Communities and Cultures in Indian History》, SUNY Press, ISBN 9780791437865